# Henk Mali
Henk Mali (Utrecht, 29 april 1935 - Rotterdam, 17 maart 2012) was een Nederlands bestuurder, bekend cultuurmaker en vijfentwintig jaar directeur van de Stichting Kunstzinnige Vorming (SKVR) te Rotterdam.
Mali groeide op in Utrecht, waar hij met Marcel van Dam op de middelbare school zat. Eind jaren 1950 op de studentenvereniging C.S. Veritas in Utrecht raakten beide bevriend. In 1960 behaalde hij zijn kandidaats sociale geografie aan de Universiteit van Amsterdam. Na zijn opleiding ging hij aan de slag in Venlo bij de Venlose Vrije Academie. In 1974 kwam hij naar Rotterdam, waar hij directeur werd van de Stichting Kunstzinnige Vorming Rotterdam (SKVR), een centrum dat creatieve opleidingen verzorgde voor kinderen en volwassenen. 
Na 25 jaar werd Henk Mali in 1999 bij de SKVR opgevolgd door Dirk Monsma, en later Ariette Kasbergen, die daar zelf in 2018 vertrok.
Naast de SKVR en daarna na zijn pensionering was Mali lid van talrijke besturen en commissies in de cultuursector. In 2000 was hij onderscheiden met de Wolfert van Borselenpenning, en in 2006 met de Laurenspenning.

## Publicaties, een selectie
- Hans Muiderman, Patricia van Ballegooyen en Henk Mali. Blauwdruk voor een nieuwe branche-organisatie voor instellingen voor kunsteducatie en kunstparticipatie. Utrecht : VKV Vereniging van Centra voor de Kunsten, 2001.
- Anna Enquist, Struisvogels op de Coolsingel, 2009.[7]

Artikelen, een selectie
- Henk Mali, "Niet storen, ik lees", in: De Kunst van het lezen, NBD Biblion Publishers, 1994. p. 66-78